# Чемпионат Европы по шорт-треку 2000
4-й чемпионат Европы по шорт-треку проходил с 21 по 23 января 2000 года в Бормио (Италия).

## Призёры

### Медальная таблица
*   Принимающая страна (Италия)
| Место          | Страна         | Золото | Серебро | Бронза | Всего |
| -------------- | -------------- | ------ | ------- | ------ | ----- |
| 1              | Италия*        | 5      | 6       | 4      | 15    |
| 2              | Болгария       | 4      | 1       | 0      | 5     |
| 3              | Великобритания | 1      | 2       | 2      | 5     |
| 4              | Нидерланды     | 0      | 1       | 1      | 2     |
| 5              | Венгрия        | 0      | 0       | 1      | 1     |
| 5              | Германия       | 0      | 0       | 1      | 1     |
| 5              | Франция        | 0      | 0       | 1      | 1     |
| Всего стран: 7 | Всего стран: 7 | 10     | 10      | 10     | 30    |

Медали за дистанцию 3000 метров не вручаются.

### Мужчины
| Дистанция            | Золото                                                                                            | Золото   | Серебро                                                                | Серебро  | Бронза                                                                | Бронза    |
| -------------------- | ------------------------------------------------------------------------------------------------- | -------- | ---------------------------------------------------------------------- | -------- | --------------------------------------------------------------------- | --------- |
| 500 метров           | Фабио Карта                                                                                       | 42.830   | Дейв Верстег                                                           | 42.399   | Корнель Санто                                                         | 42.489    |
| 1000 метров          | Никола Франческина                                                                                | 1:31.637 | Микеле Антониоли                                                       | 1:32.180 | Кес Юфферманс                                                         | 1:32.794  |
| 1500 метров          | Никки Гуч                                                                                         | 2:33.339 | Никола Франческина                                                     | 2:33.366 | Микеле Антониоли                                                      | 2:33.526  |
| 3000 метров          | Фабио Карта                                                                                       | 4:50.374 | Никки Гуч                                                              | 4:51.829 | Микеле Антониоли                                                      | 4:52.635  |
| 5000 метров эстафета | Италия · Маурицио Карнино · Фабио Карта · Никола Франческина · Микеле Антониоли · Никола Родигари | 7:00.928 | Великобритания · Роберт Митчелл · Никки Гуч · Меттью Яспер · Леон Флэк | 7:03.919 | Франция · Дэвид Шевалье · Грегори Дюран · Людовик Матье · Брюно Лоско | 7:06.810  |
| Общая квалификация   | Фабио Карта                                                                                       | 73 очка. | Никки Гуч                                                              | 63 очка. | Никола Франческина                                                    | 60 очков. |

### Женщины
| Дистанция            | Золото                                                                          | Золото    | Серебро                                                                   | Серебро   | Бронза                                                                       | Бронза    |
| -------------------- | ------------------------------------------------------------------------------- | --------- | ------------------------------------------------------------------------- | --------- | ---------------------------------------------------------------------------- | --------- |
| 500 метров           | Катя Дзини                                                                      | 44.551    | Евгения Раданова                                                          | 44.563    | Дебби Палмер                                                                 | 45.709    |
| 1000 метров          | Евгения Раданова                                                                | 1:39.261  | Эвелина Родигари                                                          | 1:40.007  | Ивонн Кунце                                                                  | 1:40.138  |
| 1500 метров          | Евгения Раданова                                                                | 2:30.183  | Катя Дзини                                                                | 2:30.467  | Эвелина Родигари                                                             | 2:31.385  |
| 3000 метров          | Евгения Раданова                                                                | 5:57.828  | Катя Дзини                                                                | 5:58.197  | Эвелина Родигари                                                             | 5:59.536  |
| 3000 метров эстафета | Болгария · Даниэла Влаева · Евгения Раданова · Анна Крастева · Марина Георгиева | 4:22.540  | Италия · Катя Дзини · Эвелина Родигари · Барбара Бальдиссера · Мара Дзини | 4:23.989  | Великобритания · Дебби Палмер · Сара Линдсей · Джоанна Уильямс · Лора Хауэлл | 4:31.872  |
| Общая квалификация   | Евгения Раданова                                                                | 123 очка. | Катя Дзини                                                                | 76 очков. | Эвелина Родигари                                                             | 47 очков. |

## Страны участницы
- (4/4)
- (4/0)
- (0/2)
- (4/4)
- (1/2)
- (0/1)
- (4/1)
- (4/2)
- (4/4)
- (4/1)
- (1/1)
- (5/5)
- (2/0)
- (4/4)
- (1/0)
- (1/0)
- (1/2)
- (4/4)
- (4/0)
- (1/1)
- (1/0)
- (2/4)